# Varvara Gracheva
Pour les articles homonymes, voir Gracheva.
Varvara Gracheva (russe : Варвара Андреевна Грачёва) est une joueuse de tennis française, russe d'origine, née le 2 août 2000 à Joukovski (oblast de Moscou).
Elle est professionnelle depuis 2017. En compétition, elle représente la France depuis juin 2023, après sa naturalisation le mois précédent.

## Biographie
Varvara Andreyevna Gracheva naît à Joukovski, à 35 km au sud-est de Moscou, le 2 août 2000. Elle est initiée au tennis par sa mère, Natalia Kazakova, qui l'entraîne jusqu'à l'âge de 14 ans. Elle poursuit sa formation en Allemagne avec Nina Bratchikova.
Elle s'entraîne ensuite avec Gérard Solvès puis Xavier Pujo à l'Elite Tennis Center de Jean-René Lisnard à Cannes, académie dont elle est membre à partir de 2016. Disposant de cinq ans de résidence en France, elle effectue une demande de naturalisation française au début du mois de mars 2023, demande qui est acceptée le 25 mai. Un délai d'attente de réception de son passeport est nécessaire pour qu'elle puisse prétendre représenter la France dans les tournois WTA. Elle dispute son premier tournoi WTA sous drapeau français à Bad Homburg en juin 2023.

## Carrière professionnelle
Varvara Gracheva perce sur le circuit ITF en 2019 en s'adjugeant cinq trophées à Chiasso, Caserta, Montpellier, Saint-Malo et Valence. Elle connait ses premières victoires au niveau WTA à Washington et Moscou.
Elle se révèle lors de l'US Open 2020 où elle écarte Paula Badosa puis renverse Kristina Mladenovic en sauvant quatre balles de match après avoir été menée 6-1, 5-1 (1-6, 7-62, 6-0).
En 2021, elle parvient au 3e tour des Internationaux de France en battant Camila Giorgi et à l'US Open en éliminant de nouveau Badosa. Elle est aussi demi-finaliste à Saint-Malo, Chicago et Limoges.

### 2023: premières victoires sur des top 10, huitièmes à Indian Wells et à Miami
Lors de l' Open d'Australie, elle élimine sa première top 10, Daria Kasatkina en deux sets (6-1, 6-1). Puis en deux sets, elle élimine Lucrezia Stefanini. Karolína Plíšková l'élimine au 3e tour.
Elle dispute la première finale sur le circuit WTA de sa carrière à Austin après avoir éliminé la récente demi-finaliste de l'Open d'Australie Magda Linette et l'ancienne Top 10, Sloane Stephens. Elle échoue à remporter le trophée en s'inclinant devant Marta Kostyuk (3-6, 5-7).
Arrivent ensuite les tournois d'Indian Wells et Miami. Elle y atteint les huitièmes de finale. Sur un score de 6-4, 6-4, elle élimine une nouvelle fois la 8e mondiale, Daria Kasatkina à Indian Wells ; et à Miami, elle élimine la 5e mondiale, Ons Jabeur (6-2, 6-2).
Le 26 juin 2023, sa victoire au premier tour du tournoi de Bad Homburg contre Jaqueline Cristian (6-2, 6-1) est sa première en tant que joueuse française.

### 2024: huitième de finale à Roland-Garros
Elle commence l'année avec un quart de finale à Auckland. Il lui faut attendre ensuite le tournoi de Paris Racing pour dépasser le deuxième tour. Elle parvient en demi-finale. 
En mai-juin 2024, alors qu'elle participe pour la première fois aux Internationaux de France sous les couleurs françaises, elle atteint pour la première fois de sa carrière un huitième de finale en Grand Chelem. Elle crée d'abord la surprise en éliminant au premier tour la Grecque María Sákkari, 7e mondiale et tête de série no 6, après avoir perdu le premier set (3-6, 6-4, 6-3), s'offrant ainsi sa première victoire sur une Top 10 sur ocre, puis elle enchaîne avec une victoire en moins d'une heure contre l’Américaine Bernarda Pera (6-1, 6-3) avant de passer le cap du troisième tour face à la Roumaine Irina-Camelia Begu (7-5, 6-3). Dernière joueuse française en lice, elle s'incline contre la très jeune Mirra Andreeva (5-7, 2-6).
À Hong-Kong, elle arrive en demi-finale. Elle est éliminée par Clara Tauson.

### 2025: Quart de finale en WTA 1000 à Cincinnati
Au WTA 125 de Paris, elle atteint les 1/2 finales où elle perd contre Katie Boulter (0-6, 6-3, 3-6)
A Roland-Garros, elle s'incline au 1er tour face à Sofia Kenin (3-6 1-6), de même qu'à Wimbledon face à Aliaksandra Sasnovitch (4-6, 7-6, 6-7).
A Cincinnati (WTA 1000), elle sort des qualifications et se hisse pour la première fois de sa carrière en quart de finale d’un tournoi de cette catégorie après avoir éliminé Katie Volynets (6-4, 3-6, 6-3), Sofia Kenin (6-7, 6-3, 6-3) Karolína Muchová, tête de série n°11, (6-2, 6-4) et Ella Seidel (2-6, 6-1, 6-1).

## Palmarès

### Titre en simple dames
Aucun

### Finale en simple dames
| No | Date       | Nom et lieu du tournoi | Catégorie | Dotation  | Surface    | Vainqueure    | Score    |          |
| -- | ---------- | ---------------------- | --------- | --------- | ---------- | ------------- | -------- | -------- |
| 1  | 27-02-2023 | ATX Open, Austin       | WTA 250   | 259 303 $ | Dur (ext.) | Marta Kostyuk | 6-3, 7-5 | Parcours |

## Parcours en Grand Chelem

### En simple dames
| Année | Open d'Australie | Open d'Australie  | Internationaux de France | Internationaux de France | Wimbledon       | Wimbledon             | US Open         | US Open           |
| ----- | ---------------- | ----------------- | ------------------------ | ------------------------ | --------------- | --------------------- | --------------- | ----------------- |
| 2019  | —                | —                 | —                        | —                        | —               | —                     | Q3              | Richèl Hogenkamp  |
| 2020  | Q3               | Johanna Larsson   | 1er tour (1/64)          | Elina Svitolina          | Annulé          | Annulé                | 3e tour (1/16)  | Petra Martić      |
| 2021  | 2e tour (1/32)   | V. Kudermetova    | 3e tour (1/16)           | Marta Kostyuk            | 1er tour (1/64) | Petra Martić          | 3e tour (1/16)  | A. Pavlyuchenkova |
| 2022  | 1er tour (1/64)  | Lucia Bronzetti   | 3e tour (1/16)           | Elise Mertens            | —               | —                     | 1er tour (1/64) | Petra Martić      |
| 2023  | 3e tour (1/16)   | Karolína Plíšková | 2e tour (1/32)           | Sloane Stephens          | 2e tour (1/32)  | Aryna Sabalenka       | 1er tour (1/64) | Taylor Townsend   |
| 2024  | 2e tour (1/32)   | D. Yastremska     | 1/8 de finale            | Mirra Andreeva           | 2e tour (1/32)  | D. Yastremska         | 1er tour (1/64) | Coco Gauff        |
| 2025  | 2e tour (1/32)   | Eva Lys           | 1er tour (1/64)          | Sofia Kenin              | 1er tour (1/64) | Aliaksandra Sasnovich |                 |                   |

N.B. : à droite du résultat se trouve le nom de l'ultime adversaire.

### En double dames
| Année | Open d'Australie                                                                       | Open d'Australie                                                                            | Internationaux de France                                                          | Internationaux de France                                                                     | Wimbledon                                                                          | Wimbledon | US Open | US Open |
| ----- | -------------------------------------------------------------------------------------- | ------------------------------------------------------------------------------------------- | --------------------------------------------------------------------------------- | -------------------------------------------------------------------------------------------- | ---------------------------------------------------------------------------------- | --------- | ------- | ------- |
| 2020  | —                                                                                      | —                                                                                           | 2e tour (1/16) J. Paolini \|\| style="text-align:left;" \| A. Mitu P.M. Țig       | Annulé                                                                                       | Annulé                                                                             | —         | —       |         |
| 2021  | —                                                                                      | —                                                                                           | 2e tour (1/16) Z. Diyas \|\| style="text-align:left;" \| M. Linette B. Pera       | 1/8 de finale O. Kalashnikova \|\| style="text-align:left;" \| M. Bouzková L. Hradecká       | 2e tour (1/16) Z. Diyas \|\| style="text-align:left;" \| M. Bouzková L. Hradecká   |           |         |         |
| 2022  | 1er tour (1/32) A. Kalinina \|\| style="text-align:left;" \| V. Kužmová V. Zvonareva   | 1er tour (1/32) O. Kalashnikova \|\| style="text-align:left;" \| K. Christian L. Marozava   | —                                                                                 | —                                                                                            | 1er tour (1/32) K. Piter \|\| style="text-align:left;" \| A. Muhammad E. Shibahara |           |         |         |
| 2023  | —                                                                                      | —                                                                                           | 1er tour (1/32) A. Blinkova \|\| style="text-align:left;" \| M. Kostyuk E.G. Ruse | 1er tour (1/32) A. Blinkova \|\| style="text-align:left;" \| Hsieh S.-w. B. Strýcová         | 1er tour (1/32) A. Blinkova \|\| style="text-align:left;" \| L. Chan Yang Z.       |           |         |         |
| 2024  | 1er tour (1/32) S. Santamaria \|\| style="text-align:left;" \| K. Birrell O. Gadecki   | 1er tour (1/32) E. Lechemia \|\| style="text-align:left;" \| C. Dolehide D. Krawczyk        | 1er tour (1/32) L. Bronzetti \|\| style="text-align:left;" \| E. Navarro D. Parry | 1er tour (1/32) O. Kalashnikova \|\| style="text-align:left;" \| B. Haddad Maia L. Siegemund |                                                                                    |           |         |         |
| 2025  | 1er tour (1/32) O. Kalashnikova \|\| style="text-align:left;" \| M. Lumsden A. Sisková | 1er tour (1/32) J. Bouzas Maneiro \|\| style="text-align:left;" \| N. Melichar L. Samsonova | —                                                                                 | —                                                                                            |                                                                                    |           |         |         |

N.B. : le nom de la partenaire se trouve sous le résultat ; les noms des ultimes adversaires se trouvent à droite.

## Parcours en WTA 1000
Les tournois WTA « Premier Mandatory » et « Premier 5 » (entre 2009 et 2020) et WTA 1000 (à partir de 2021) constituent les catégories d'épreuves les plus prestigieuses, après les quatre levées du Grand Chelem. 

De 2009 à 2023, les tournois Premier Mandatory (dits tournois WTA 1000 obligatoires entre 2021 et 2023) regroupent Indian Wells, Miami, Madrid et Pékin, les autres constituant les tournois Premier 5 (tournois WTA 1000 non-obligatoires). À partir de 2024, le nombre de tournois WTA 1000 passe à 10 par saison (fin de l’alternance Doha / Dubaï), ces derniers devenant tous obligatoires et offrant tous 1000 points à la vainqueure (contre 900 points précédemment pour les tournois Premier 5).

### En simple dames
| Année |       |                        |                          |                            |                              |                              |                           |                            |                              |                             |  |  |
| Doha  | Dubaï | Indian Wells           | Miami                    | Madrid                     | Rome                         | Canada                       | Cincinnati                | Pékin                      |                              | Wuhan                       |  |  |
| Doha  | Dubaï | Indian Wells           | Miami                    | Madrid                     | Rome                         | Canada                       | Cincinnati                | Pékin                      | Guadalajara                  |                             |  |  |
| Doha  | Dubaï | Indian Wells           | Miami                    | Madrid                     | Rome                         | Canada                       | Cincinnati                | Pékin                      |                              |                             |  |  |
| 2022  |       |                        | WTA 500                  |                            |                              | 2e tour (1/16) O. Jabeur     |                           |                            |                              | Hors calendrier             |  |  |
| 2023  |       | WTA 500                |                          | 4e tour (1/8) E. Rybakina  | 4e tour (1/8) P. Kvitová     | 1er tour (1/64) Wang X.      | 1er tour (1/64) C. Osorio | 1er tour (1/32) S. Cîrstea | 2e tour (1/16) D. Kasatkina  | 2e tour (1/16) I. Świątek   |  |  |
| 2024  |       | 1er tour (1/32) Zhu L. | 1er tour (1/32) T. Maria | 1er tour (1/64) Yuan Y.    | 1er tour (1/64) M. Timofeeva | 1er tour (1/64) L. Bronzetti | 2e tour (1/32) M. Sákkari |                            | 2e tour (1/16) I. Świątek    | 1er tour (1/64) H. Baptiste |  |  |
| 2025  |       |                        |                          | 2e tour (1/32) M. Andreeva | 1er tour (1/64) A. Parks     | 1re tour (1/64) L. Sun       | 2e tour (1/32) M. Keys    | 1er tour (1/64) Zhu L.     | 1/4 de finale V. Kudermetova |                             |  |  |

Sous le résultat, l’ultime adversaire.
1. 1 2   Les tournois de Doha et Dubaï alternent le statut de tournoi WTA 1000 (ex Premier 5) entre 2009 et 2023 : les trois premières éditions ont lieu à Dubaï, les trois suivantes à Doha, puis Dubaï accueille le tournoi de cette catégorie les années impaires et Dubaï les années paires. De 2011 à 2023, la ville qui n’accueille pas de WTA 1000 organise à la place un tournoi WTA 500 (ex Premier).
2. 1 2 3 4 5 6 7   L’ordre de déroulement des tournois a évolué depuis 2009 : Rome se dispute avant Madrid et Cincinnati avant Montréal/Toronto jusqu’en 2010, tandis que Tokyo (2009-2013)-Wuhan (2014-2019, 2024-)-Guadalajara (2022-2023) ont lieu avant Pékin jusqu’en 2023.
3. ↑  Le 1er décembre 2021, le président de la WTA, Steve Simon, annonce que tous les tournois prévus en Chine et à Hong Kong sont suspendus à partir de 2022, en raison de préoccupations concernant la sécurité et le bien-être de la joueuse de tennis chinoise Peng Shuai après ses allégations de relations sexuelles non-consenties avec Zhang Gaoli, membre de haut rang du Parti communiste chinois. Le tournoi de Pékin revient en 2023. Le tournoi de Guadalajara remplace celui de Wuhan pendant deux ans, ce dernier réapparaissant en 2024.

## Parcours aux Jeux olympiques

### En simple dames
| # | Date       | Nom de l'olympiade         | Surface             | Résultat        | Ultime adversaire   | Score         |          |
| - | ---------- | -------------------------- | ------------------- | --------------- | ------------------- | ------------- | -------- |
| 1 | 27/07/2024 | Olympic Tennis Event Paris | Terre battue (ext.) | 1er tour (1/32) | Beatriz Haddad Maia | 6-4, 4-6, 6-0 | Parcours |

### En double dames
| # | Date       | Nom de l'olympiade         | Surface             | Résultat        | Partenaire  | Ultimes adversaires                 | Score    |          |
| - | ---------- | -------------------------- | ------------------- | --------------- | ----------- | ----------------------------------- | -------- | -------- |
| 1 | 27/07/2024 | Olympic Tennis Event Paris | Terre battue (ext.) | 1er tour (1/16) | Clara Burel | Gabriela Dabrowski Leylah Fernandez | 6-1, 7-5 | Parcours |

## Records et statistiques

### Victoire sur le top 10
| Légende         |
| Grand Chelem    |
| Jeux olympiques |
| Masters         |
| WTA 1000        |
| WTA 500         |
| WTA 250         |
| Fed Cup         |

|   | Rang  |  | Tournoi          | Année | Surface      |  | Adversaire      | Rang | Tour | Score         | Tableau |
| - | ----- |  | ---------------- | ----- | ------------ |  | --------------- | ---- | ---- | ------------- | ------- |
| 1 | no 97 |  | Open d'Australie | 2023  | Dur          |  | Daria Kasatkina | no 8 | 1/64 | 6-1, 6-1      | Tableau |
| 2 | no 66 |  | Indian Wells     | 2023  | Dur          |  | Daria Kasatkina | no 8 | 1/16 | 6-4, 6-4      | Tableau |
| 3 | no 54 |  | Miami            | 2023  | Dur          |  | Ons Jabeur      | no 5 | 1/32 | 6-2, 6-2      | Tableau |
| 4 | no 88 |  | Roland-Garros    | 2024  | Terre battue |  | María Sákkari   | no 7 | 1/64 | 3-6, 6-4, 6-3 | Tableau |

## Classements WTA en fin de saison
| Année          | 2017 | 2018 | 2019 | 2020 | 2021 | 2022 | 2023 | 2024 |
| Rang en simple | 882  | 447  | 106  | 93   | 79   | 95   | 44   | 66   |
| Rang en double | –    | 1233 | –    | 481  | 149  | 554  | 903  | 932  |

Source : (en) Classements de Varvara Gracheva sur le site officiel de la Fédération internationale de tennis